# Castello Cantelmo (Pettorano sul Gizio)
Il castello Cantelmo si trova sul colle della Guardiola, nel comune di Pettorano sul Gizio in provincia dell'Aquila, dominando la valle sul fiume Gizio e la Valle Peligna.

## Storia

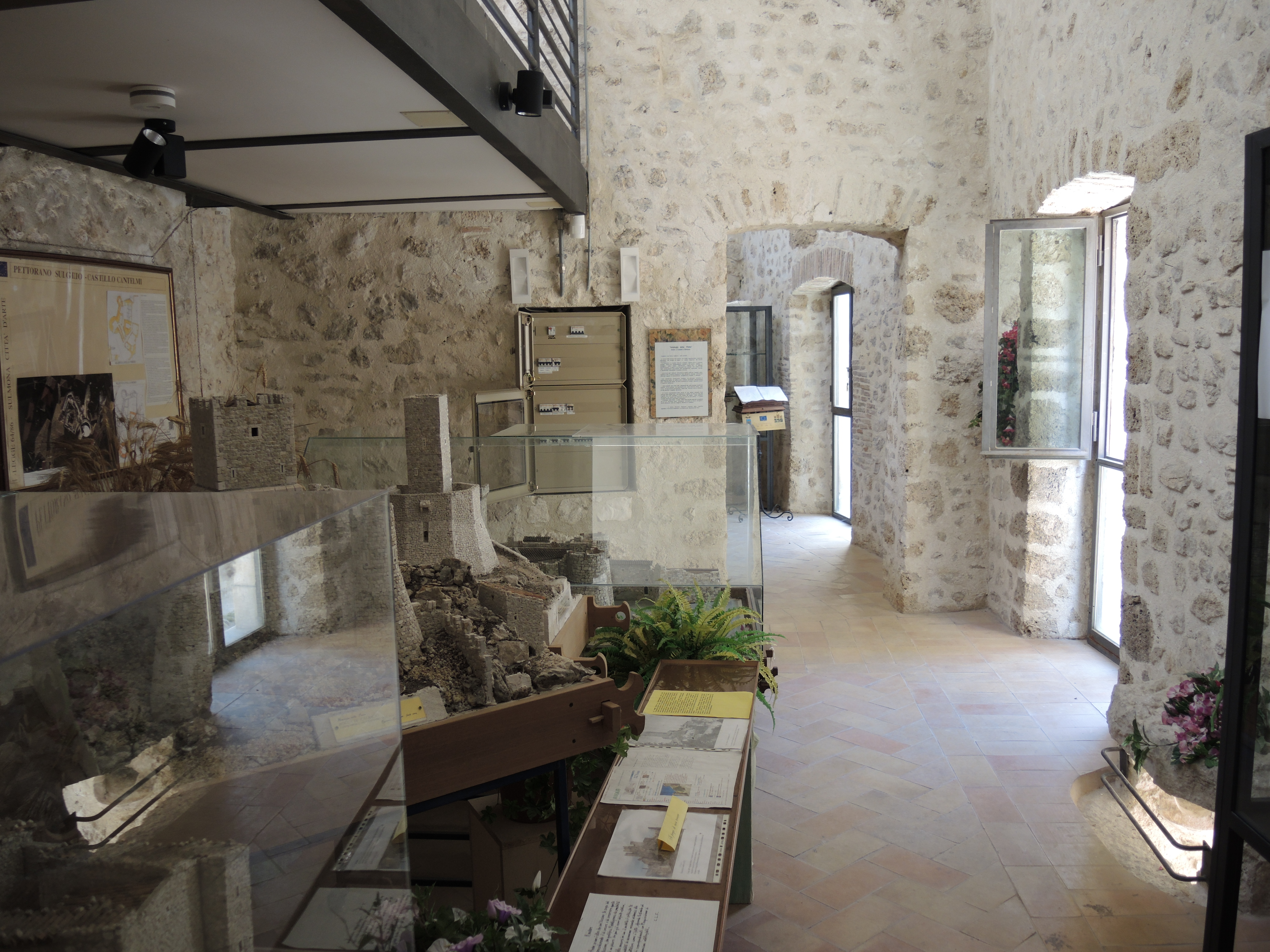
Interni del castello

Pur mancando fonti certe, il castello dovrebbe essere stato costruito attorno al XI secolo, come evoluzione dell'ancora esistente torrione centrale di avvistamento, che faceva parte di un sistema di difesa composto dai castelli di Popoli, Pacentro, Raiano, Vittorito, Prezza e Anversa.
Durante la dominazione dei Normanni alla fine del XII secolo il castello era feudo di Oddo, figlio di Oddone di Pettorano, feudo che si estendeva dalla valle del Gizio all'altopiano delle Cinquemiglia, alla Val di Sangro fino ad Ateleta.
Dopo la battaglia di Benevento, nel 1310 il feudo viene assegnato da Carlo I d'Angiò ai Cantelmo, che lo tennero fino al 1750, dopo di che il castello passò alla famiglia dei Tocco di Montemiletto che lo tenne fino al 1806.
Nel 1992 la struttura, di proprietà del Comune di Pettorano sul Gizio, è stata sottoposta dalla Soprintendenza per i Beni Architettonici dell'Aquila a lavori di ristrutturazione e consolidamento che lo hanno trasformato in una moderna struttura espositiva.

## Architettura
Il castello ha una pianta irregolare, con torrioni cilindrici agli angoli nord-ovest e sud-ovest e l'angolo nord-est inglobato in abitazioni private. A Sud-Est rimangono i resti di una torre quadrangolare.
Le mura sono caratterizzate da una scarpa che corre lungo tutto il perimetro ed è priva di aperture all'infuori di piccole feritoie.
La torre puntone pentagonale al centro del castello ne rappresenta l'elemento più antico. L'ingresso è rialzato e vi si accede tramite una scala a chiocciola.
Le sale interne del castello sono state ristrutturate per ospitare una sala convegni e numerosi spazi espositivi, uno dei quali è dedicato agli aspetti storici e antropologici legati al tradizionale piatto unico della polenta rognosa.